# Diastobranchus capensis
Diastobranchus capensis är en fiskart som beskrevs av Barnard 1923. Diastobranchus capensis ingår i släktet Diastobranchus och familjen Synaphobranchidae. Inga underarter finns listade i Catalogue of Life.